# Benhur Kivalu
Pas d'image ? Cliquez ici

a Compétitions nationales et continentales officielles uniquement.

b Matchs officiels uniquement.
Dernière mise à jour le 11 janvier 2023.
Benhur Kivalu, né le 2 décembre 1972 aux Samoa occidentales, est un joueur de rugby à XV international tongien. Il représente les Tonga entre 1998 et 2005. Il joue aux postes de troisième ligne centre et de deuxième ligne.

## Biographie
Benhur Kivalu commence sa carrière professionnelle en 1995, lorsqu'il joue avec l'équipe B de la province néo-zélandaise de Wellington. L'année suivante, il joue avec l'équipe Development (espoir) de la province. Il joue également avec le club amateur de l'Avalon Rugby dans le championnat amateur de la région de Wellington.
Il rejoint ensuite le championnat corporatif japonais et le club des Fukuoka Sanix Bombs, avec qui il joue jusqu'en 2004.
Benhur Kivalu obtient sa première cape internationale avec les Tonga le 18 septembre 1998 à l'occasion d'un test-match contre l'équipe des Samoa à Sydney.
En 1999, il est sélectionné pour disputer la Coupe du monde en Angleterre. Il dispute trois matchs lors du tournoi, face à la Nouvelle-Zélande, l'Italie et l'Angleterre,.
En 2003, à l'occasion d'un match face à l'équipe de Corée du Sud, qualificatif pour la Coupe à du monde suivante, il se distingue en inscrivant un quintuplé (cinq essais), participant à la très large victoire de son équipe (119-0),.
Plus tard la même année, il fait partie du groupe tongien sélectionné pour disputer la Coupe du monde 2003 en Australie. Il dispute en tant que titulaire les quatre matchs de son équipe lors de la compétition. Il est capitaine lors des rencontres face au pays de Galles et la Nouvelle-Zélande,.
En 2004, il change de club, et rejoint les Kintetsu Liners, évoluant en Top League,.
Toujours en 2004, il est sélectionné avec les Pacific Islanders pour disputer leur tournée en Australie. Il ne joue aucun test-match avec cette équipe, mais dispute un match de préparation face à la sélection du Queensland.
Il connaît sa dernière sélection avec les Tonga le 22 juillet 2005 contre l'équipe des Samoa à Nukuʻalofa. 
En 2006, il quitte les Kintetsu Liners, et termine sa carrière de joueur avec les Suntory Foods Sundelphis (ja) en Top League Est A (deuxième division régionale japonaise),. Il devient ensuite l'entraîneur de ce club.
Après être retourné vivre aux Tonga, il devient l'entraîneur de l'équipe des Tonga des moins de 20 ans, avec qui il dispute le Championnat du monde junior 2011,. En 2013, il devient "officier au développement régional" pour la fédération tongienne de rugby à XV.

## Palmarès
- 39 sélections avec les Tonga.
- 40 points (8 essais).
- Sélections par année : 2 en 1998, 10 en 1999, 6 en 2000, 7 en 2002, 9 en 2003, 2 en 2004 et 3 en 2005.

En Coupe du monde :
- 1999 : 3 sélections (Nouvelle-Zélande, Italie Angleterre)
- 2003 : 4 sélections (Italie, pays de Galles, Nouvelle-Zélande, Canada)